# 福特城 (密蘇里州)
福特城（英語：Ford City）是位於美國密蘇里州金特里縣的非建制地區。

## 歷史
福特城的郵局於1879年設立，其後於1953年停運。

## 地理
福特城所處的海拔為高於海平面324米（即1063英呎），而該地所採用的時區為UTC-6，即北美中部時區（CST）。同時該地設有夏令時間，為UTC-6調快一小時，即UTC-5（CDT）。